# アーリー・フライト
『アーリー・フライト』(Early Flight) は、アメリカ合衆国のロック・バンドのジェファーソン・エアプレインの編集アルバムである。1973年に彼等が活動を停止した後、1974年に発表された。
『ザ・ワースト・オヴ・ジェファーソン・エアプレイン』（1970年）に続く2作目の編集アルバムで、未発表曲やアルバム未収録曲から構成されている。

## 解説
全9曲の内訳は以下の通り。
- 『テイクス・オフ』（1966年）のレコーディング・セッション[2]からの未発表曲2曲
- 『シュールリアリスティック・ピロー』（1967年）のレコーディング・セッションからの未発表曲3曲[3]
- 『バーク』（1970年）のレコーディング・セッションからの未発表曲1曲
- アルバム未収録曲が3曲

「ハイ・フライン・バード」の原曲はビリー・エド・ウィーラーによって1963年に発表され、様々なミュージシャンに取り上げられてきた。ジェファーソン・エアプレインは本収録曲に参加したシグニー・トリー・アンダーソンとアレックス・スキップ・スペンス に代わってグレイス・スリックとスペンサー・ドライデンをメンバーに迎えた後、1967年6月にモントレー・ポップ・フェスティバルに出演して同曲を演奏した。
「J.P.P. マックステップ B. ブルース」には既に脱退した作者のアレックス・スペンスと、グレイトフル・デッドのジェリー・ガルシアが参加した。「ゴー・トゥー・ハー」はシグニー・トリー・アンダーソン在籍中に既に演奏されていた曲。ヨーマ・カウコネンの「イン・ザ・モーニング」には彼の旧友ジョン・ハモンドとガルシアが参加した。

## 収録曲

### オリジナルLP
| #         | タイトル                                                        | 作詞・作曲                | 附記                                                                       | 時間  |
| --------- | --------------------------------------------------------------- | ------------------------- | -------------------------------------------------------------------------- | ----- |
| 1.        | 「ハイ・フライン・バード High Flying Bird」                     | Billy Edd Wheeler         | 『テイクス・オフ』（1966年）のレコーディング・セッション                   | 2:30  |
| 2.        | 「ランニン・ラウンド・ジス・ワールド Runnin' Round This World」 | Marty Balin, Paul Kantner | シングル『イッツ・ノー・シークレット』（1966年）B面収録曲                  | 2:10  |
| 3.        | 「イッツ・オーライト It's Alright」                             | Kantner, Skip Spence      | 『テイクス・オフ』のレコーディング・セッション                             | 2:15  |
| 4.        | 「イン・ザ・モーニング In the Morning」                         | Jorma Kaukonen            | 『シュールリアリスティック・ピロー』（1967年）のレコーディング・セッション | 6:25  |
| 5.        | 「J.P.P. マックステップ B. ブルース J.P.P. McStep B. Blues」    | Spence                    | 『シュールリアリスティック・ピロー』（1967年）のレコーディング・セッション | 2:48  |
| 合計時間: | 合計時間:                                                       | 合計時間:                 | 合計時間:                                                                  | 16:08 |

| #         | タイトル                                                          | 作詞・作曲            | 附記                                                                       | 時間  |
| --------- | ----------------------------------------------------------------- | --------------------- | -------------------------------------------------------------------------- | ----- |
| 1.        | 「ゴー・トゥー・ハー Go to Her」                                  | Kantner, Irving Estes | 『シュールリアリスティック・ピロー』（1967年）のレコーディング・セッション | 3:58  |
| 2.        | 「アップ・オア・ダウン Up or Down」                               | Peter Kaukonen        | 『バーク』（1970年）のレコーディング・セッション                           | 6:18  |
| 3.        | 「メキシコ Mexico」                                               | Grace Slick           | シングル『メキシコ』（1970年）A面収録曲                                    | 2:05  |
| 4.        | 「ハブ・ユー・シーン・ザ・ソーサーズ Have You Seen the Saucers?」 | Kantner               | シングル『メキシコ』（1970年）B面収録曲                                    | 3:37  |
| 合計時間: | 合計時間:                                                         | 合計時間:             | 合計時間:                                                                  | 15:58 |

### CD
| #         | タイトル                                                          | 作詞・作曲                | 収録アルバム                                                               | 時間  |
| --------- | ----------------------------------------------------------------- | ------------------------- | -------------------------------------------------------------------------- | ----- |
| 1.        | 「ハイ・フライン・バード High Flying Bird」                       | Billy Edd Wheeler         | 『テイクス・オフ』（1966年）のレコーディング・セッション                   | 2:30  |
| 2.        | 「ランニン・ラウンド・ジス・ワールド Runnin' Round This World」   | Marty Balin, Paul Kantner | シングル『イッツ・ノー・シークレット』（1966年）B面収録曲                  | 2:10  |
| 3.        | 「イッツ・オーライト It's Alright」                               | Kantner, Skip Spence      | 『テイクス・オフ』（1966年）のレコーディング・セッション                   | 2:15  |
| 4.        | 「イン・ザ・モーニング In the Morning」                           | Jorma Kaukonen            | 『シュールリアリスティック・ピロー』（1967年）のレコーディング・セッション | 6:25  |
| 5.        | 「J.P.P. マックステップ B. ブルース J.P.P. McStep B. Blues」      | Spence                    | 『シュールリアリスティック・ピロー』（1967年）のレコーディング・セッション | 2:48  |
| 6.        | 「ゴー・トゥー・ハー Go to Her」                                  | Kantner, Irving Estes     | 『シュールリアリスティック・ピロー』（1967年）のレコーディング・セッション | 3:58  |
| 7.        | 「アップ・オア・ダウン Up or Down」                               | Peter Kaukonen            | 『バーク』（1970年）のレコーディング・セッション                           | 6:18  |
| 8.        | 「メキシコ Mexico」                                               | Grace Slick               | シングル『メキシコ』（1970年）A面収録曲                                    | 2:05  |
| 9.        | 「ハブ・ユー・シーン・ザ・ソーサーズ Have You Seen the Saucers?」 | Kantner                   | シングル『メキシコ』（1970年）B面収録曲                                    | 3:37  |
| 合計時間: | 合計時間:                                                         | 合計時間:                 | 合計時間:                                                                  | 32:06 |

## 参加ミュージシャン
※番号はCDのトラック・ナンバーを示す。
- シグニー・トリー・アンダーソン　Signe Toly Anderson – ヴォーカル（1、2、3）
- アレックス・スキップ・スペンス　Alex "Skip" Spence – ドラムス（1、2、3、5）
- マーティ・バリン　Marty Balin – ヴォーカル
- ジャック・キャサディ　Jack Casady – ベース
- ポール・カントナー　Paul Kantner – ヴォーカル、ギター
- ヨーマ・カウコネン　Jorma Kaukonen – リード・ギター、ヴォーカル
- グレイス・スリック　Grace Slick – ヴォーカル（5、6、8、9）、ピアノ（8、9）
- スペンサー・ドライデン　Spencer Dryden – ドラムス（4、5、6、8、9）
- ジョーイ・コヴィントン　Joey Covington – ドラムス（7）、コンガ（8、9）

- ジェリー・ガルシア　Jerry Garcia – ギター（4、5）
- ジョン・ハモンド　John P. Hammond – ハーモニカ（5）